# Crkva sv. Ante Padovanskoga u Lukavcu
Crkva sv. Ante Padovanskoga je katolička crkva u Lukavcu, Bosna i Hercegovina. S obližnjom pratećom župnom kućom čini građevnu cjelinu.

## Zemljopis
Smještena je u dijelu Lukavca sjeverno od željezničke pruge, u ulici Lukavačkih brigada, na križanju s Bistaračkom ulicom. Susjedno su zgrada MUP-a, Općine, stambeno naselje „Filipstan“ iz austro-ugarskog razdoblja.

## Povijest
Dolaskom Austro-Ugarske države i s njome napretka koji nosi zapadna kršćanska civilizacija, Lukavac se razvio gospodarski, osobito u industriji. Zbog rastućeg ima novopridošlih vjernika, ukazala se potreba za crkvom. Izvedba crkve posljedica je tog razvitka. Još 1909. postojali su nacrti Josipa Vancaša. Na zahtjev katoličkih vjernika i poticaja
Tvornice sode u Lukavcu nadbiskup Josip Štadler je 1910. godine odobrio osnivanje župe u Lukavcu. Do tada, do 1910., Lukavac je pripadao tuzlanskoj župi sv. Petra i Pavla apostola. Župa je prvo bila posvećena sv. Anđelu čuvaru. Župa je tad imala 254 vjernika.
Usprkos postojećim Vancaševim nacrtima, novu crkvu je projektirao Karlo Paržik 1928. godine. U okviru iste cjeline, blizu crkve, iste je godine izvedena župna kuća, po nacrtima Florijana Straussa iz Tuzle. Radove izgradnje crkve i župne kuće je izvela tvrtka građevinskog poduzeća iz Tuzle vlasnika Florijana Straussa. Gotovi su bili 1930. godine. Župna je kuća daleko manje spomeničke vrijednosti od crkve. Župa je 1932. godine promijenila patrona. Novi zaštitnik župe je sv. Anto Padovanski i po njemu je nazvana novoizgrađena crkva.
Podružne crkva ove župe je u Brgulama. Ovoj župi pripada katoličko groblje sv. Mihovila na Bistarcu Gornjem i gradsko groblje u Lukavcu.

## Karakteristike
Stilski je dosljedna kao i historicistička crkva Majke Božje u Olovu iz 1925. i crkva sv. Josipa u Sarajevu 1935. godine. Te su crkve djelo istog projektanta. Lukavačka je drugačija po dosljednoj zidanoj konstrukciji primjerenoj historicističkoj arhitekturi, a one druge dvije su izvedene u armiranobetonskoj konstrukciji. Stilski je najsličnija crkvi u Osovi iz 1926. godine, s naglaskom na kompoziciju volumena i motiv arkada ispod strehe s produženim trakama niz fasadu.

## Zaštita
Zavod za zaštitu i uporabu kulturno-povijesne i prirodne baštine Županije Soli predao je 16. siječnja 2015. Povjerenstvu za očuvanje nacionalnih spomenika BiH podnijela peticiju za proglašenje građevne cjeline katoličke crkve i župne kuće nacionalnim spomenikom BiH. Povjerenstvo je prijedlog razmotrilo i usvojilo na sjednici od 4. do 6. studenoga 2015. godine 
i ova građevna cjelina je postala nacionalni spomenik BiH.
U drugoj polovici srpnja 2017.godine pristupilo se realizaciji projekta izrade drenažnog sustava oko temelja objekta. Zbog nepostojanja drenažnog sustava, premda je crkva primjereno održavana i u vrlo dobrom konstruktivnom stanju, na sjevernoj fasadi se vidio negativni atmosferski utjecaj, prodor kapilarne vlage te djelovanje podzemnih voda na objekt. Fasada je zbog toga poprimila zelenu boju i mahovina se pojavila na mjestima izloženim većoj količini vlage.

## Vanjske poveznice
- Facebook Župa sv. Ante Padovanskoga Lukavac
- Facebook Župa sv. Ante Padovanskoga Lukavac] Fotografija crkve, objava 6. siječnja 2014.
- Zbornik općine Lukavac  Arhivirana inačica izvorne stranice od 23. studenoga 2016. (Wayback Machine)
- Odluka o proglašenju crkve sv. Ante Padovanskoga i župne kuće u Lukavcu nacionalnim spomenikom BiH  Arhivirana inačica izvorne stranice od 28. listopada 2018. (Wayback Machine)
- Karloparzik.com  Arhivirana inačica izvorne stranice od 28. listopada 2018. (Wayback Machine) Karl Pařik, Projekt za župnu kuću u Lukavcu (1928.)
- Karloparzik.com  Arhivirana inačica izvorne stranice od 28. listopada 2018. (Wayback Machine) Karl Pařik, Crkva u Lukavcu (izgrađena 1930.g.) - izgled 1988.g.
- Karloparzik.com  Arhivirana inačica izvorne stranice od 18. listopada 2018. (Wayback Machine) Karl Pařik, Ilustracije u poglavlju VIII. (91-117)